# Зурган-Дебе
Зурган-Дебе (рос. Зурган-Дэбэ) — улус Селенгинського району, Бурятії Росії. Входить до складу Сільського поселення Ноєхонське.
Населення —  878 осіб (2015 рік). 